# Mathilde (album)
Pour les articles homonymes, voir Mathilde.
Albums de Jacques Brel
Les Bigotes
(1963) Olympia 1964
(1964)
Mathilde est un 33 tours 25cm de Jacques Brel, sans titre à l'origine, paru en 1964.

## Autour du disque
Discographie et références originales :
1963 :
- 33 tours 25cm Barclay 80 222 S[1]

1964 :
- super 45 tours Barclay 70635 : Mathilde, Tango funèbre, Titine, Les bergers[2]
- super 45 tours Barclay 70636M : Jef, Les Bonbons, Au suivant, Le dernier repas[3]

En 1966, quatre titres du 25cm (ainsi que la totalité de ceux du précédent Les Bigotes), composent l'album Les Bonbons. Quatre autres intègrent l'album Ces gens-là.

## Liste des titres
L'ensemble des textes est de Jacques Brel. Il compose également les musiques, sauf indications contraires et/ou complémentaires. 
| 1. | Mathilde      | Gérard Jouannest                           | 3:34 |
| 2. | Tango funèbre | Gérard Jouannest                           | 2:42 |
| 3. | Les bergers   |                                            | 2:44 |
| 4. | Titine        | Jacques Brel, Gérard Jouannest, Jean Corti | 2:24 |

| 1. | Jef              | 3:35 |
| 2. | Les Bonbons      | 3:29 |
| 3. | Le dernier repas | 3:25 |
| 4. | Au suivant       | 3:05 |